# Sand Rock, Alabama
Sand Rock là một thị trấn thuộc quận Cherokee, tiểu bang Alabama, Hoa Kỳ. Dân số năm 2009 là 517 người, mật độ đạt 46 người/km².